# عبدالحمید ابو حبیب
عبدالحمید ابو حبیب (عربی: عبدالحميد أبو حبيب؛ زاده ۸ ژوئن ۱۹۸۹) یک بازیکن فوتبال اهل فلسطین است.
وی همچنین در تیم ملی فوتبال فلسطین بازی کرده‌است.